# Landtag della Saarland
Il Landtag della Saarland (Dieta statale del Saarland, in tedesco: Landtag des Saarlandes) è l'assemblea legislativa monocamerale dello stato tedesco del Saarland, composta da 51 membri. La sede del parlamento è a Saarbrücken. L'attuale presidente della Saarland è Anke Rehlinger (SPD). 
La Jamaika-Koalition, che governò lo stato dal 2009 e composta da CDU, FDP e i Verdi, si è sciolta nel gennaio 2012, successivamente la Saarland è stato retto da un governo di minoranza composto esclusivamente dalla CDU. 
Nel marzo 2012 si sono tenute nuove elezioni statali, dopo le quali la CDU ha formato una Große Koalition con l'SPD. Dopo le elezioni statali nel marzo 2017, è stato deciso di continuare con la grande coalizione.
Nelle elezioni statali del 2022 l'SPD è riuscito ad ottenere la maggioranza assoluta dei seggi.